# Giuseppe Pericu
Giuseppe Pericu (Génova, 20 de octubre de 1937-Génova, 13 de junio de 2022) fue un político italiano y uno de los exponentes de los Demócratas de Izquierda (DS). Fue además representante de la Cámara de Diputados italiana para el PSI desde 1994 hasta 1996 y alcalde de Génova de 1997 a 2007.

## Biografía
Fue representante de la Cámara de Diputados italiana por el Partido Socialista Italiano (1994-1996), siendo miembro de la I Comisión de asuntos constitucionales y alcalde de Génova (1997-2007).
En 2013 fue nombrado presidente de la Accademia ligustica di belle arti.
Formado en Derecho, ocupó la cátedra de Derecho administrativo en la Universidad de Milán y fue profesor de la misma materia en la Universidad de Génova hasta el momento de su fallecimiento.

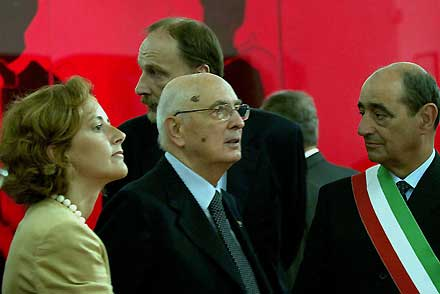
Giuseppe Pericu (derecha) con el presidente italiano Giorgio Napolitano